# Граф Дервентуотер
Граф Дервентуотер (англ. Earl of Derwentwater) — английский аристократический титул, созданный 7 марта 1688 года королём Яковом II для сэра Фрэнсиса Рэдклиффа, 3-го баронета, владевшего землями в Нортумберленде и Камберленде с центром в поместье Дервентуотер. Тогда же Рэдклиффу были пожалованы и младшие титулы — виконта Рэдклиффа и барона Тиндейла. Внук сэра Фрэнсиса Джеймс примкнул к якобитскому восстанию 1715 года и был обезглавлен за измену, а его титулы были конфискованы

## Носители титула
- Фрэнсис Рэдклифф, 1-й граф (1688—1696/97)[1];
- Эдуард Рэдклифф, 2-й граф (1697—1705)[2];
- Джеймс Рэдклифф, 3-й граф (1705—1716)[3].